# Ricardo (Texas)
Ricardo es un lugar designado por el censo ubicado en el condado de Kleberg en el estado estadounidense de Texas. En el Censo de 2010 tenía una población de 1048 habitantes y una densidad poblacional de 90,66 personas por km².

## Geografía
Ricardo se encuentra ubicado en las coordenadas 27°25′7″N 97°50′52″O / 27.41861, -97.84778. Según la Oficina del Censo de los Estados Unidos, Ricardo tiene una superficie total de 11.56 km², de la cual 11.56 km² corresponden a tierra firme y (0%) 0 km² es agua.

## Demografía
Según el censo de 2010, había 1048 personas residiendo en Ricardo. La densidad de población era de 90,66 hab./km². De los 1048 habitantes, Ricardo estaba compuesto por el 88.17% blancos, el 0.57% eran afroamericanos, el 0.29% eran amerindios, el 0.57% eran asiáticos, el 0.29% eran isleños del Pacífico, el 9.16% eran de otras razas y el 0.95% pertenecían a dos o más razas. Del total de la población el 73% eran hispanos o latinos de cualquier raza.